# Memoria di lavoro

Schema del modello di Baddeley sulla MDL: Esecutivo Centrale più tre Slave System

La  memoria di lavoro (abbreviato in MDL, in inglese "working memory"), nell'ambito degli studi della psicologia cognitiva sui processi mnestici, è un modello introdotto nel 1974 dallo psicologo britannico Alan Baddeley e Graham Hitch per descrivere con più accuratezza le dinamiche della memoria a breve termine (MBT).

## Storia
Il "modello tripartito" di Baddeley ed Hitch venne teorizzato come alternativa a quello dei magazzini a breve termine formulato da Atkinson e Shiffrin. Attualmente, l'ipotesi della tripartizione della memoria di lavoro è stata ulteriormente elaborata da Baddeley stesso e da altri coautori, ed oggi ad essa ci si riferisce come teoria dominante nell'ambito degli studi sulla psicologia della memoria. Esistono comunque una varietà di modelli alternativi che forniscono differenti prospettive rispetto alla struttura funzionale del sistema di MDL.
Il concetto di working memory sviluppa precedenti idee elaborate a partire dagli anni Cinquanta dalla psicologia cognitivista, che iniziò ad occuparsi di diverse forme di memoria. In particolare, la working memory è legata al concetto di memoria a breve termine, intesa come una parte di informazioni che vengono trattenute temporaneamente dal sistema mnestico, ma con una capacità ed un tempo di ritenzione ridotti. Nel 2000, Baddeley ha aggiunto al suo modello una terza sottocomponente, chiamata episodic buffer (buffer episodico). Tale buffer funge quindi da intermediario tra sottosistemi con codici diversi, e li combina in rappresentazioni unitarie, significative e coerenti.

## Caratteristiche
È quindi un sistema per l'immagazzinamento temporaneo e la prima gestione/manipolazione dell'informazione, costituente un link funzionale tra percezione sensoriale ed azione controllata.
L'architettura multicomponenziale del modello costituisce un superamento del classico modello di Atkinson e Shiffrin, che descrivevano la memoria a breve termine come un "magazzino unitario", capace di contenere e manipolare le informazioni e allo stesso tempo di esercitare le funzioni cognitive, senza che i compiti interferissero tra loro.
Grazie alla teoria dei "livelli di elaborazione" (Craik e Lockhart, 1972), ed allo sviluppo delle tecniche di ricerca come il "doppio compito" e l'"interferenza selettiva", nel 1974 viene quindi proposto da Baddeley e Hitch un "modello tripartito" della working memory (poi perfezionato e integrato negli anni anche grazie alle evidenze neuropsicologiche), che prevede l'esistenza di un sistema attenzionale supervisore che controlla il flusso informativo, chiamato "esecutivo centrale", e di due sottocomponenti funzionali: il loop fonologico ed il taccuino visuo-spaziale. I sistemi gerarchicamente sottoposti all'esecutivo centrale sono magazzini a breve termine, dedicati alla ritenzione dell'informazione rispettivamente verbale e visuo-spaziale.
La distinzione, nel modello originale, in tre sistemi separati era stata ottenuta da Baddeley e Hitch adoperando i Dual-Task Paradigms. Una performance che richiede l'uso di domini percettivi distinti è eseguita quasi come se entrambi i compiti fossero compiuti individualmente, mentre una performance che richiede per l'espletamento dei due compiti l'uso contemporaneo dello stesso canale percettivo, è condotta in maniera significativamente peggiore rispetto ad un'esecuzione seriale dei due compiti. Successive ricerche, oltre che aver confermato le originali assunzioni fatte nel primo modello di Baddeley del 1974, hanno supportato l'idea di ulteriori frazionamenti in subcomponenti distinte: la componente visiva e la componente spaziale (what & where).
Entrambe queste componenti presentano indipendenti e separati magazzini passivi, rappresentazioni, meccanismi di mantenimento e manipolazione, ed entrambe sono correlate in modo stretto a forme di attenzione visiva.  Per ciò che riguarda la sottocomponente visiva, la relativa rappresentazione sembra essere basata su un forte mantenimento di un piccolo numero di caratteristiche distinte, quali il colore, la forma e l'orientamento, indipendentemente immagazzinate in un set di magazzini "caratteristica-specifici", e che vengono successivamente integrate in rappresentazioni di oggetti. Si sono delineati due tipi di codifica delle informazioni visive: quella bottom-up, generata dagli attributi percettivi, ed una top-down, basata su precedenti esperienze (ad es.: categorizzazione). A differenza della working memory visiva, per ciò che riguarda la working memory spaziale non si può affermare uno stretto legame con la percezione e la visual imagery, ma emerge una più importante correlazione con meccanismi attentivi e legati all'azione.
L'ultimo sottocomponente aggiunto al modello della working memory è stato il Buffer episodico, da Baddeley nel 2000. Esso rappresenta un sistema di memoria separato, di capacità limitata, e che utilizza una codifica di tipo multimodale. Viene chiamato "episodico" in quanto ha la capacità di mantenere le informazioni che sono integrate da una serie di sistemi, comprese altre componenti della working memory e della memoria a lungo termine, in rappresentazioni unitarie multidimensionali: ovvero, scene ed episodi.

## Componenti

### Esecutivo Centrale
L'Esecutivo centrale è un sistema flessibile, responsabile del controllo e della regolazione dei processi cognitivi. Possiede le seguenti funzioni:
- Coordinazione dei sistemi subordinati (slave systems)
- Coordinazione dell'esecuzione di compiti diversi nello stesso momento, e recupero di strategie
- Attenzione selettiva ed inibizione.

Può essere concepito come un sistema supervisore, che controlla i processi cognitivi ed interviene quando essi non sono sufficienti.
In base alla teoria di Baddeley, grazie al sistema esecutivo centrale i processi esecutivi sembrano essere coinvolti ogni qualvolta le informazioni depositate all'interno dei magazzini devono essere manipolate; infatti questo sistema possiede le capacità attentive che consentono la selezione e l'attivazione dei processi di controllo, coordina le attività eseguite all'interno della memoria di lavoro, controlla la trasmissione delle informazioni, e recupera le informazioni dalla memoria a lungo termine (MLT).
Servendosi del paradigma del doppio compito, Baddeley e colleghi hanno scoperto, per esempio, che pazienti con demenza di tipo Alzheimer mostrano deficit quando eseguono un compito multiplo simultaneo, anche se la difficoltà delle singole task è adattata al loro livello di abilità.
Questo sistema potrebbe assomigliare grossomodo al SAS (sistema attenzionale supervisore) proposto da Norman e Shallice (1986), che prevede la scomposizione in: 
- "Sistema selettivo", deputato alla gestione automatica degli schemi (se il soggetto si trova davanti a compiti precedentemente affrontati, vengono attivati degli schemi cognitivi e comportamentali già precostituiti; tale operazione è rapida e automatica, rigida e stereotipata, grazie al funzionamento del sistema selettivo)
- "Sistema attentivo supervisore", adibito all'impiego intenzionale degli schemi - che viene attivato quando il soggetto si trova dinanzi a compiti nuovi - ed a costruire nuovi schemi, utilizzando le informazioni disponibili in modo più flessibile, ma con un dispendio attentivo superiore.

Recenti ricerche sulle funzioni esecutive suggerirebbero che l'esecutivo centrale non è poi così "centrale" come era stato originariamente ipotizzato nel modello Baddeley-Hitch. Più verosimile pare l'idea di trovarsi di fronte a funzioni esecutive separate, che variano in larga misura da individuo a individuo, e che possono essere danneggiate o risparmiate selettivamente da lesioni cerebrali.

### Loop Fonologico
Il Loop Fonologico si occupa interamente del trattamento dell'informazione fonetica e fonologica.
È costituito da due sotto-componenti: un magazzino fonologico a breve termine, cioè una memoria uditiva a rapido decadimento, ed un sistema di ripetizione articolatoria, che evita il declino di una particolare traccia.
Si assume che ogni stimolo verbale uditivo entri automaticamente nel magazzino fonologico. Stimoli verbali, presentati visivamente, possono essere trasformati in codice fonologico dall'articolazione subvocalica, quindi codificati attraverso il magazzino fonologico. Questa trasformazione è facilitata dai processi di controllo articolatorio.
Il magazzino fonologico può essere concepito come un "orecchio interno", grazie alle sue capacità di ritenere l'informazione sonora del discorso conservandone le proprietà temporali. Il sistema di ripetizione articolatoria invece, può essere concepito come una "voce interna", che grazie alla ripetizione subvocalica previene il decadimento delle tracce. Il Loop Fonologico potrebbe giocare un ruolo chiave nell'acquisizione del vocabolario, in particolare nella prima infanzia, e con tutta probabilità anche nell'apprendimento di una seconda lingua.
Per quanto riguarda la memoria di lavoro verbale, diversi esperimenti cognitivi hanno confermato l'esistenza del loop fonologico come sottocomponente distinta.
Le principali prove circa l'esistenza del Loop Fonologico sono:
1. Effetto di similarità fonologica, per cui il richiamo seriale di una lista di parole con elementi simili per suono e per caratteristiche di articolazione, influenzano il ricordo:
liste di parole che suonano simili sono più difficili da ricordare rispetto a liste di parole senza similarità. Viceversa la similarità semantica ha scarso effetto, supportando così l'ipotesi per cui l'informazione verbale sia codificata fonologicamente, a livello della memoria di lavoro.[6]
2. Effetto lunghezza della parola, per cui il tempo necessario all'articolazione determina la prestazione in prove di ricordo seriale: lo span è influenzato dal tempo necessario alla pronuncia (rehearsal subvocale), studiato su soggetti bilingue e disartrici.
3. Effetto di soppressione articolatoria, per cui l'articolazione di materiale irrilevante disturba la prestazione in compiti con materiale verbale in modalità specifica: il recupero di materiale verbale è deficitario quando si chiede al soggetto, durante la fase di ritenzione, di ripetere ad alta voce sillabe senza senso. Si assume che questo occupi il sistema di ripetizione articolatoria, che così non evita il decadimento delle tracce nel magazzino fonologico.[7]
4. Effetto del materiale verbale anche in lingua sconosciuta, a cui non viene prestata attenzione ma che danneggia la prestazione, dimostrando un accesso di tipo automatico al magazzino fonologico, e quindi un'attivazione articolatoria che interferisce cognitivamente.
5. Trasferimento di informazione tra modalità sensoriali: quando ad un soggetto presentiamo uno stimolo visivo e gli chiediamo di ricordarlo, egli usualmente nomina lo stimolo e provvede ad una ripetizione subvocalica; così facendo mette in atto un trasferimento da una codifica visiva ad una uditiva. Se durante questo compito facciamo ripetere al soggetto sillabe senza senso il trasferimento non avverrà; in questa situazione inoltre l'effetto di similarità fonologica è assente[8].
6. Evidenze Neuropsicologiche: vi sono quadri sindromici specifici, in cui può essere ricercato, come causa dei deficit, il danneggiamento di uno dei sistemi di memoria fonologica a breve termine. I pazienti afasici con disprassia non riescono a coordinare gli atti motori necessari per l'articolazione linguistica, che sono causati da un sistema di ripetizione articolatoria danneggiato[9].
7. Pazienti con disartria, in cui i problemi linguistici sono secondari, mostrano una normale capacità di ripetizione subvocale[10].

### "Taccuino" visuo-spaziale
La Memoria di lavoro visuo-spaziale (o "visuo-spatial sketchpad"), intesa sia come capacità di mantenimento ed elaborazione di informazioni visuo-spaziali, che come capacità di generare immagini mentali, è stata studiata in maniera più approfondita a partire dagli anni '80 (Baddeley, 1986). In particolare, sono state messe in evidenza:
1. La distinzione tra materiale visivo e spaziale che corrisponde, come dimostrato da studi su pazienti e da studi sperimentali a due tipi di elaborazioni dissociabili (What & Where).
2. La distinzione tra elaborazione spaziale di tipo sequenziale e di tipo simultaneo.
3. La distinzione tra elaborazione spaziale coordinata (relazioni spaziali in un sistema di riferimento geometrico euclideo), e l'elaborazione spaziale categorica (relazioni spaziali relative, come "sopra", "a destra", etc.) (Kosslyn, 1989).

## Modello "a cono"
Un altro modello di memoria di lavoro, che approfondisce alcuni concetti elaborati nel modello di Baddeley, è stato proposto recentemente da Cornoldi e Vecchi (2003).
Si tratta di un modello "a forma di cono", che presenta due dimensioni: una verticale continua ed una orizzontale. Ciò permette una maggiore elasticità nella descrizione delle attività di memoria di lavoro, compresa la distinzione tra quelle di base e quelle più centrali.
Lungo il continuum verticale si possono raggruppare le abilità più automatizzate, in cui il coinvolgimento della memoria di lavoro è basso, ed i processi più centrali, che invece richiedono un controllo attivo più elevato. All'aumentare del livello di controllo aumenta la richiesta di risorse cognitive; quindi, più alto è il grado di controllo richiesto da un'attività, più lo svolgimento di questa è incompatibile con lo svolgimento simultaneo di un'altra attività centrale.
Un'ulteriore questione spiegata dal continuum verticale è l'ancoraggio dei processi della memoria di lavoro alla natura specifica dell'informazione elaborata. Quindi, le attività più semplici (di base) sono strettamente ancorate a un determinato tipo d'informazione (ad esempio, la percezione ed il ricordo immediato dei colori), mentre un'attività a livello intermedio mantiene un ancoraggio più debole, e, infine, un'attività molto centrale si stacca quasi completamente dalla natura dell'informazione elaborata.
La seconda caratteristica di questo modello è la presenza di un piano orizzontale, che riguarda il contenuto di diverse tipologie d'informazione, e la minore o maggiore distanza esistente tra queste. Quindi, il materiale linguistico e quello visuo-spaziale si possono posizionare su due punti opposti di questo piano, mentre materiale visivo e spaziale, pur occupando punti separati, possono avere maggior contiguità. Grazie a questa caratteristica è possibile giustificare in maniera più completa la distinzione tra materiale spaziale e materiale visivo, e la differenza tra questa distinzione e la distanza nel loro insieme dalle componenti verbali (Pazzaglia e Cornoldi, 1999).

## Farmacologia
Al 2025 non sono noti farmaci capaci di potenziare la memoria di lavoro nei soggetti umani sani o di migliorarla in quelli con deficit di memoria.
Basse dosi di farmaci dopaminergici, che agiscono sul recettore D1 della dopamina, nei topi attivano lo striato, migliorando la memoria di lavoro. Alte dosi attivano anche la corteccia prefrontale, che ha un ruolo di controllo superiore e sopprime lo striato, peggiorando la situazione e causando un deficit di memoria. Per bloccare gli effetti negativi delle alte dosi del farmaco, occorre inibire il circuito che connette lo striato alla corteccia prefrontal. Aumentare le dosi non necessariamente significa aumentare l'efficacia. 
Poiché le regioni cerebrali sono interconnesse, la psicofarmacologia clinica studia l'effetto del farmaco non solo a livello di singole regioni bersaglio del farmaco, ma anche a livello dei circuiti cerebrali che le interconnettono.